# 中華人民共和國第十一屆全運會帆船比賽
中華人民共和國第十一屆全運會的帆船項目於2009年10月9日至10月25日在青岛奥林匹克帆船中心舉行，該項目共設6個小項。當中，公開組的OP公開級隊賽取代了上屆全運會的OP公開級個人賽。

## 獎牌分布情況

### 男子
| 項目                       | 金牌 | 银牌 | 铜牌 |
| 男子雷射級奧林匹克航線賽   |      |      |      |
| 男子470級奧林匹克航線賽    |      |      |      |
| 男子芬蘭人級奧林匹克航線賽 |      |      |      |

### 女子
| 項目                     | 金牌 | 银牌 | 铜牌 |
| 女子470級奧林匹克航線賽  |      |      |      |
| 女子歐洲級奧林匹克航線賽 |      |      |      |

### 公開賽
| 項目         | 金牌                                  | 银牌                                      | 铜牌                                      |
| OP公開級隊賽 | 王自理 楊揚 張曉天 顧敏 陸瑜婷 (上海) | 路天鴻 汪星星 夏杉杉 蔣心雨 薛甘霖 (貴州) | 林劍輝 邱鈺龍 周傳成 陳妮妮 陳雅倩 (福建) |